# Megastylis
Megastylis é um género botânico pertencente à família das orquídeas (Orchidaceae).

## Espécies
1. Megastylis gigas (Rchb.f.) Schltr., Bot. Jahrb. Syst. 45: 379 (1911).
2. Megastylis glandulosa (Schltr.) Schltr., Bot. Jahrb. Syst. 45: 379 (1911).
3. Megastylis latilabris (Schltr.) Schltr., Bot. Jahrb. Syst. 45: 379 (1911).
4. Megastylis latissima (Schltr.) Schltr., Bot. Jahrb. Syst. 45: 379 (1911).
5. Megastylis montana (Schltr.) Schltr., Bot. Jahrb. Syst. 45: 379 (1911).
6. Megastylis paradoxa (Kraenzl.) N.Hallé, in Fl. Nouv.-Caléd. 8: 504 (1977).
7. Megastylis rara (Schltr.) Schltr., Bot. Jahrb. Syst. 45: 379 (1911).